# Goran Gavrančić
Goran Gavrančić (Servisch: Горан Гавранчић) (Belgrado, 2 augustus 1978) is een Servisch voormalig voetballer.

## Carrière

### Servië
Gavrančić doorliep als jeugdspeler de hoogste elftallen van Rode Ster Belgrado. De verdediger begon zijn professionele carrière echter bij FK Čukarički Stankom, in het seizoen 1996/97 debuteerde hij als 16-jarige aanvaller in het eerste elftal. Na dit eerste seizoen werd de aanvaller Gavrančić geposteerd in de verdediging, een positie waar hij tot op de dag van vandaag nog steeds speelt. Tijdens de vier-en-een-half-jaar die de verdediger bij de club uit Belgrado speelde, wist men o.a. tweemaal zesde te eindigen in de hoogste divisie van Servië. Deze zesde plaatsen resulteerden in plaatsing voor de Intertoto Cup, waarin overigens weinig succes gehaald werd.

### Oekraïne
Tijdens de winterstop van seizoen 2000/01, maakte de centrale verdediger de overstap naar Dynamo Kiev. Gavrančić groeide als snel uit tot een vaste waarde bij de Oekraïense topclub. De Serviër won als basisspeler diverse nationale prijzen met zijn club. Tevens werd twee keer de Champions League behaald. Door zijn sterke spel, werd Gavrančić al snel international. Tijdens zijn laatste anderhalf jaar in Oekraïne, speelde Gavrančić minder wedstrijden dan voorheen bij Dynamo Kiev.

### Griekenland en terug naar Servië
Halverwege het seizoen 2007/08 besloot de verdediger op huurbasis bij het Griekse PAOK het seizoen vol te maken. De verdediger was een half jaar lang basisspeler bij de club uit Thessaloniki. Het huurcontract bij de Grieken liep in de winter van de 2008 ten einde en ook zijn contract bij Dynamo werd niet verlengd. Gavrančić besloot om terug te keren naar Servië en tekende een contract voor anderhalf jaar bij de Servische topclub Partizan Belgrado.

## Nationaal elftal
Gavrančić debuteerde op 13 februari 2002 voor het nationale team van Joegoslavië in een oefenwedstrijd tegen Mexico. Toen dit elftal een jaar later overging in het nationale team van Servië & Montenegro, was de verdediger een vaste waarde in de verdediging. Gavrančić speelde als rechter centrale verdediger in een verdediging die toentertijd de Famous Four werd genoemd. Tezamen met Nemanja Vidić, Mladen Krstajić en Ivica Dragutinović kreeg het team slechts één goal tegen tijdens de kwalificatie voor het WK2006.
Servië & Montenegro werd tijdens het WK 2006 reeds in de groepsfase uitgeschakeld, Gavrančić speelde alle drie de wedstrijden voor zijn land op dit WK. Sinds Servië als onafhankelijk land zijn wedstrijden speelt, is Gavrančić niet meer opgeroepen voor het nationale elftal.

## Clubstatistieken
| seizoen | club                 | land        | competitie         | duels | goals |
| ------- | -------------------- | ----------- | ------------------ | ----- | ----- |
| 1996/97 | FK Čukarički Stankom | Joegoslavië | Meridian Superliga | 30    | 16    |
| 1997/98 | FK Čukarički Stankom | Joegoslavië | Meridian Superliga | 6     | 0     |
| 1998/99 | FK Čukarički Stankom | Joegoslavië | Meridian Superliga | 12    | 0     |
| 1999/00 | FK Čukarički Stankom | Joegoslavië | Meridian Superliga | 23    | 0     |
| 2000/01 | FK Čukarički Stankom | Joegoslavië | Meridian Superliga | 16    | 1     |
| 2000/01 | Dynamo Kiev          | Oekraïne    | Vysjtsja Liha      | 6     | 1     |
| 2001/02 | Dynamo Kiev          | Oekraïne    | Vysjtsja Liha      | 17    | 4     |
| 2002/03 | Dynamo Kiev          | Oekraïne    | Vysjtsja Liha      | 23    | 4     |
| 2003/04 | Dynamo Kiev          | Oekraïne    | Vysjtsja Liha      | 27    | 6     |
| 2004/05 | Dynamo Kiev          | Oekraïne    | Vysjtsja Liha      | 25    | 2     |
| 2005/06 | Dynamo Kiev          | Oekraïne    | Vysjtsja Liha      | 15    | 4     |
| 2006/07 | Dynamo Kiev          | Oekraïne    | Vysjtsja Liha      | 11    | 1     |
| 2007/08 | Dynamo Kiev          | Oekraïne    | Vysjtsja Liha      | 11    | 0     |
| 2007/08 | PAOK                 | Griekenland | Super League       | 7     | 0     |
| 2008/09 | Partizan Belgrado    | Servië      | Meridian Superliga | 8     | 0     |
| Totaal  | Totaal               | Totaal      | Totaal             | 237   | 39    |

## Erelijst
- Kampioen van Oekraïne: 2001, 2003, 2004 en 2007
- Winnaar Oekraïense voetbalbeker: 2003, 2005, 2006 en 2007